# Uczelnie wojskowe NKWD
Uczelnie wojskowe NKWD
W listopadzie 1930 powstała w Nowym Peterhofie Первая школа погранохраны и войск ОГПУ (Pierwsza szkoła straży granicznej i wojsk OGPU), druga w Charkowie, trzecia 14 lutego 1932 w Moskwie-Babuszkinie, czwarta w Saratowie.
Na ich podstawie powstały szkoły NKWD:
- Ордена Ленина Высшая школа войск НКВД (Wyższa Szkoła Wojsk NKWD) (Moskwa, od października 1941 Saratów), 1078/986 osób
- Московское высшее техническое училище НКВД им. В.Р.Менжинского (Moskiewska Wyższa Szkoła Techniczna im. Mieńżyńskiego) (Moskwa, od października 1941 Nowosybirsk, powrót w lecie 1944[1])
- Саратовское военное училище  (Saratowska Szkoła Wojskowa)
- Орджоникидзевское военное училище НКВД им. С.М.Кирова (Orżonikidzka Szkoła Wojskowa NKWD im. Kirowa)
- Харьковское кавалерийское пограничное училище НКВД (Charkowska Kawaleryjska Szkoła Pograniczna NKWD) (Charków, od października 1941 Taszkent)
- Харьковское военно-фельдшерское училище НКВД (Charkowska Woskowo-Felczerska Szkoła NKWD) (Charków, od października 1941 Saratów)
- Ново-Петергофское военно-политическое училище имени К. Е. Ворошилова (Nowo-Peterhofska Szkoła Wojskowo-Polityczna im. K. Woroszyłowa)[2]
- Себежское специальное училище войск НКВД (Siebeżska Specjalna Szkoła Wojsk NKWD)
- Ленинградское военное училище НКВД (Leningradzka Szkoła Wojskowa NKWD) (od października 1941 Nowosybirsk)
- Военно-Морское пограничное училище НКВД (Pograniczna Szkoła Marynarki Wojennej NKWD) (Leningrad) (w czerwcu 1941 przekazana Marynarce Wojennej)

Od 3 marca 1942 uczelnie podlegały Wydziałowi Instytucji Wojskowo-Szkolnych NKWD.